# Раевщино
Раевщино — деревня Кудрявщинского сельсовета Данковского района Липецкой области.

## География
Деревня находится на автодороге 42К−082 с остановкой общественного транспорта; в неё заходят и просёлочные дороги.
Улицы Раевщины названия не имеют, в центре деревни расположен большой водоём, на востоке от неё — лесной массив.

## История
Деревня была основана около середины XVIII века служилыми людьми Кавериными с названием Каверино. Позднее она стала владением Раевских. В документах 1771 года упоминается сельцо Каверино — владение Раевского. Позже за селением закрепилось его нынешнее название — Раевщино.

## Население
| 2010 |
| ---- |
| 6    |

Численность населения в 2009 году составляло 5 человек (4 двора), в 2013 году — 5 человек (5 дворов), в 2015 году — 2 человека.